# اندیس گلمنده ۲
گلمنده ۲ یک اندیس فلزی است که در حوالی شهر ساغند استان یزد قرار دارد و مادهٔ معدنی موجود در آن، آهن است.سنگ میزبان این اندیس آمفیبولیت است  